# Anneliese Reppel
Anneliese Reppel (9 de agosto de 1899 - 5 de julio de 1967) fue una actriz de nacionalidad alemana.

## Biografía
Su verdadero nombre era Anna-Elisabeth Körner, y nació en Wiesbaden, Alemania, siendo sus padres los actores Hermine Körner y Ferdinand Franz Körner. Entre 1920 y 1932 estuvo casada con el actor Lutz Götz, y en 1936 contrajo matrimonio con Paul Joachim Reppel, un empleado del Reichsbank.
En la época del Nazismo, está documentada una solicitud de la actriz para formar parte de la Reichsschrifttumskammer (Cámara de literatura del Reich). Desde 1955 a 1961 formó parte del Berliner Ensemble. En esa formación actuó en El círculo de tiza caucasiano (de Bertolt Brecht) y en 1955 participó en el estreno de Der Tag des großen Gelehrten Wu, en una adaptación de Peter Palitzsch.
En el año 1920, y con el nombre de Anneliese Körner, actuó en dos películas mudas, aunque no volvió a trabajar ante las cámaras hasta mediados de los años 1950. Entre otras interpretaciones, tuvo un pequeño papel en el film de 1958 producido por Deutsche Film AG Sonnensucher, que no se estrenó hasta 1972 en los cines de la República Democrática de Alemania.
A principios de los años 1960 Reppel fue una actriz independiente. Vivió en sus últimos años en Weimar, y falleció cinco semanas antes de cumplir los 68 años de edad en la Ökumenisches Hainich-Klinikum de Mühlhausen, Alemania.

## Filmografía (selección)
- 1920 : Der Kampf um den Goldfund
- 1920 : Die Hexe von Lolaruh
- 1956 : Der Hauptmann von Köln
- 1958 : Das Stacheltier : Der junge Engländer
- 1959 : Weimarer Pitaval (serie TV), episodio Der Fall Harry Domela
- 1959 : Ware für Katalonien
- 1959 : Verwirrung der Liebe
- 1960 : Wo der Zug nicht hält
- 1960 : Ein neuer Tag bricht an
- 1960 : Fernsehpitaval (serie TV), episodio Der Fall Haarmann
- 1960 : Die Geschichte der Simone Marchand
- 1964 : Bernarda Albas Haus
- 1972 : Sonnensucher

## Radio
- 1955 : Die Witwe Capet, de Lion Feuchtwanger, dirección de Günther Rücker